# سیارک ۱۳۶۷
سیارک ۱۳۶۷ (به انگلیسی: 1367 Nongoma، نامگذاری:1934NA) هزار و سیصد و شصت و هفتمین سیارک کشف شده‌است که در ۳ ژوئیه ۱۹۳۴ کشف شد.
قدر مطلق سیارک برابر ۱۳٫۰۰ است.